# Ta en flicka som du
Ta en flicka som du, original: Take a Girl Like You, är en brittisk TV-serie från 2000 i tre avsnitt. Den bygger på romanen Take a Girl Like You av Kingsley Amis från 1960. I huvudrollerna ses Sienna Guillory som Jenny Bunn och Rupert Graves som Patrick Standish.
Ta en flicka som du visades i SVT i januari 2002 och repriserades i maj och juni 2003.